# John Erhard Areschoug
Johan (John) Erhard Areschoug, född den 16 september 1811 i Göteborg, död den 7 maj 1887 i Stockholm, var en svensk algolog. Han var morfar till Henning Schmiterlöw.

## Biografi
Areschoug blev student vid Lunds universitet 1829 och kom tidigt i kontakt med universitetets koryféer Carl Adolph Agardh, Sven Nilsson och Elias Fries, vilka med uppmuntran och råd understödde hans studier i naturvetenskaperna. Sedan han flera somrar gjort botaniska vandringar och blivit förtrogen med södra Sveriges fanerogama vegetation och genom korrespondens och byte fått rika bidrag från Norges och Lappmarkens flora, vände han sitt studium till kryptogamerna, särskilt algerna, och anträdde för detta ändamål en vetenskaplig resa genom Bohusläns skärgård 1835.
Med understöd av Vetenskapssocieteten i Uppsala gjorde Areschoug 1837 en resa till Norge, genomreste Gudbrandsdalen, vandrade till fots över Dovre till Kristiansund och Molde, varunder algernas studium uteslutande tog hans tid i anspråk. Promoverad till filosofie doktor i Lund 1838 utnämndes han samma år till docent i botanik, och blev 1840 lärare i naturvetenskap vid Göteborgs gymnasium. Under sin tioåriga befattning där studerade han noga bohuslänska skärgårdens havsflora, på samma gång han genom vänner och studiekamrater skaffade sig rika algologiska samlingar från utomeuropeiska länder.
År 1849 utnämndes han till adjunkt vid Uppsala universitet och företog med understöd av stadsmedel 1858 en vetenskaplig resa till norra Frankrikes havskust och åtskilliga delar av Tyskland. I december 1859 befordrades Areschoug till professor i botanik i Uppsala efter Elias Fries och fortsatte att hålla sig à jour med de senaste vetenskapliga rönen, särskilt i avseende på studiet av kryptogamerna. Även sedan han blev professor besökte Areschoug flera gånger Sveriges västkust, huvudsakligen för att insamla material till sina Algæ Scand. exsiccatæ, en kollektion af skandinaviska alger. Han offentliggjorde dessutom flera vetenskapliga arbeten bland vilka de förnämsta är Symbolæ Algarum rar. Floræ scand. (1838), Iconographia phycologica (1847), Phyceæ scand. marinæ (1850); Corallineæ i Jakob Georg Agardhs Genera et Spec. Algarum och Lärobok i Botanik (1863). År 1876 tog Areschoug avsked från professuren som övergick till Thore M. Fries.
Areschoug var son till vågmästaren vid metallvågen i Lund, Martin Areschoug och hans hustru Sofia Elisbeth Greiffe. Han var sedan 1839 gift med Fredrika Sofia Åhman.